# Claudia Tausend
Claudia Tausend (nascida em 22 de julho de 1964) é uma política alemã. Ela representa o SPD e atua como membro do Bundestag do estado da Baviera desde 2013.

## Carreira
Ela tornou-se membro do Bundestag após as eleições federais alemãs de 2013. É membro da Comissão da Construção, da Habitação, do Desenvolvimento Urbano e das Comunidades, e da Comissão dos Assuntos da União Europeia.